# Višňovská jeskyně
Višňovská jeskyně je jeskyně, která se nachází na severozápadním úpatí vrchu Hoblík (934 m) ve Višňovské dolině nedaleko obce Višňové v Lúčanské Malé Fatře. Jeskyně je významná z geologického a geomorfologického hlediska.
Není veřejnosti přístupná.